# Acleris nigrilineana
Acleris nigrilineana is een vlinder uit de familie bladrollers (Tortricidae). De wetenschappelijke naam is voor het eerst geldig gepubliceerd in 1963 door Kawabe.
De soort komt voor in Europa.